# 遠隔操縦器材い号
遠隔操縦器材い号とは、大日本帝国陸軍が開発した、有線操縦可能な電動の作業機を用いてトーチカや鉄条網などの防御構造物の爆破を行う器材の総称である。い号装置とも呼ばれるが、い号とは有線（いうせん）の頭文字を取ったものである。爆破には、九七式小作業機、九八式小作業機と呼ばれる、電動車に作業機を搭載した車輛を、後方の操縦陣地から駆動させる。同様の無人爆破車輛としてドイツ軍の開発したゴリアテがあるが、直接の技術の交流などは無い。

## 概要
い号は単独の車輛（小作業機）だけで成り立つものではなく、発電車、電動車、作業機、操縦器といったものをそれぞれ操作して戦場に投入するものである。発電車によって電気を起こし、これをケーブルを介して電動車と、電動車に搭載された作業機を駆動させる。後方に待機している操縦者がこれを操作し、目標まで走行させ、爆破や爆発物のセットといった作業を行う。各種作業機は、用途に応じた作業を無人で行えるもので、電動車は用途に応じてこの作業機を乗せ換える。電動車は単に爆破によって使い捨てにされるようなものではなく、搭載した作業機によって爆薬を投下、あるいは鉄条網の下部へ爆破管を挿入させて退避する。戦況が許す限り作業機と電動車は後方の陣地へ帰還させた。
い号の主要な構成は以下の通りである。
- 九八式小作業機 発電車 1輌
1943年（昭和18年）6月2日に仮制式が制定された。車体は九七式軽装甲車を使用し、砲塔を撤去した上で車体後部に発電機を搭載している。寸法は全長3.81m、全幅1.91m、全高1.55m。既存の車体の上部に小さな改造が施されており、操縦手席後方に車長席が設けられ、上半身を収める箱型の張り出しが上方へ設けられている。この張り出しの前面と両側面に視察用のスリットが設けられている。またこの張り出しはそれ自体が蝶番止めのハッチとなっており、前方へ開くことができた。車長席の背後には配電盤がある。発電機は減速機を介して車体中央右側に配されたディーゼルエンジンと接続しており、動力を分配されて発電する。このため走行中の発電はできなかった。発電力は直流800ボルト、15キロワットを出力した。発電車は電動車甲を3台、電動車乙を2台同時に駆動させることができた[1]。
- 被牽引車
車重約1.4t、全長3.22m、全幅1.64m、全高2.053m。誘導輪、起動輪、転輪2個から構成される全装軌を備え、無動力の被牽引車で、外形は箱型の貨物室を備えており、側面袖部に多数の引き出しのついた収納箱を備える。この被牽引車の基本塗装は茶褐色で、外部には迷彩が施されている[2]。
- 電動車甲 4輌
車重約130kg、全長約1.8m、全幅約0.7m、全高約0.5mである。車体はシルミン製、全装軌式である。足まわりは車体前方に誘導輪、後方に起動輪を持ち、シーソー式連動懸架方式のサスペンションに支えられた4個の転輪を持つ。上部転輪は2個。履帯は硬質ゴムで表面を覆い粛音化した。車体後部に変速機と2基のモーターを並列に配し、車体中央部には継電器を備えている。車体最前部には簡易なバンパーを備える。防水構造のモーターは直流600ボルトで稼動し、回転数は毎分2000回転、2馬力を出力した。最大速度は約18km/hである。超壕幅は約80cm、4分の1の傾斜の坂を登った。継電器甲は防水仕様の軽合金でできた箱に納められた。これは電動機のプラス・マイナスを転換して前後進を行う動作をつかさどるほか、別の継電器は作業機の動作、投下作業後に自動で後退する動作をつかさどった。操縦用ケーブルは車体後部の接続器でつながれた。車体上に搭載するものとしては、作業機のほか、大発煙筒を二個、車体に直接装備し、任意にひとつずつ発煙筒を点火、煙幕を展開できた。大あか筒によってくしゃみ性のガスを発生させることも可能である。長さ2.5mの軽合金製の橋を搭載し、壕に侵入して架橋もできた[3][4]。
- 電動車乙 2輌
車重約290kg、全長2.334m、全幅0.98m、全高0.697mである。2馬力で最大速度は約18km/hである。超壕幅は約1m、3分の1の坂を登れた。構造と材質は電動車甲と同じであるがやや大型化されている。作業機を2台搭載でき、車体後部中央に装備された継電器乙でこれらの作業機を順次操作した。重量約200kgの防楯を車体にとりつけ、偵察兵を乗せることもできた。この場合は操縦器乙を使用する。防楯の内部は白色塗装、外部は茶褐色を基本とし、迷彩を施した[5]。
- 一号作業機 4機
鉄条網の爆破用に爆破管を挿入する機能を持つ。前部にモーターと変速機、ワイヤーの巻取り装置、中央部に爆破管を収納するための誘導管を配する。重量約35kg。全長1.384m、全幅0.31m。爆破管は誘導管の内部にワイヤー付きで収納される。挿入時、モーターに接続された巻取り用の鼓胴にワイヤーが巻き取られ、爆破管が誘導管内部を前進し、鉄条網の下部へ挿入される。挿入作業後、爆破管が導管を離れると、爆破管に取り付けられた導火索が点火され、自動的に電動車も後退し退避する。これらの作業はスイッチを押すだけで自動的に行われた[6]。
- 二号作業機 2機
電動車甲に装着するもので、集団装薬を投下できる機能を備える。後部に継電器、中央部にモーターと変速機と爆薬の投下装置、前部に爆薬を収納する筐体を持つ。重量約40kg。全長1.084m、全幅0.31m。目標に接近した後に電動車を停めると、作業機のモーターが作動し、内蔵のバーによって爆薬を押し出し、電動車の前に投下する。この投下時に爆薬が自動的に点火、電動車もまた自動的に後退をはじめる[7]。
- 三号作業機 2機
電動車乙に装着する。重量300kgの爆薬を搭載し、投下できる。構造は二号作業機に類似している[8]。
- 操縦器甲 3個
直接操縦に用いた。抵抗箱を合わせた全備重量約32kg。寸法は縦40m、横30cm、深さ15cmのカバンのような直方体で、側面と上面に操作のための小型のハンドルとダイヤルがついている。上面には持ち運びが可能なようにカバンのそれに似た持ち手がついている[9]。
- 操縦器乙（本体、携帯操縦器、一三心電纜、絡車、絡車軸）2組
操縦陣地からさらに離れ、携帯操縦器で遠隔操縦する際に用いる。携帯操縦器はバンドとベルトで体に装着する。全備重量約41kg。
- 四心電纜 36個
250mを一本とし、四心入りジュート巻き高圧電纜を使用した。ケーブルは摩擦や曲げ、引っ張りに強く、軽量であることが求められた。また耐水性、絶縁性が良くなければならなかった。四心入りの心線は張力強化のため、銅線のほかに鋼線が加えられている。各心線は絹糸で二重に横巻きされ、ラテックスゴムで被覆された。
- 分電器 2個
発電車から送られた電力は分電器を介して3台の電動車に分配される。分電匡は分岐開閉器3基を備えた。
- 巻線機 3個
二輪車の架台上に巻取車を装備し、250mのケーブルを巻取り収納する。また、数巻を直列に接続し、ケーブルを伸ばしつつ電力供給ができた。接続器は同一構造で、巻の最初と最後の区別なく接続できた。
- 付属機材一式
- その他、装甲操縦車
装甲操縦車に電動車の操縦者も乗り、移動しながら電動車を操ることができる[10]。

## 運用と性能
い号は一個小隊で戦場に投入される。小隊は操縦三分隊と発電一分隊から構成される。通常の戦術は、この分隊を並列に配置し、連携しつつ小作業機を侵入させ、一つの目標を攻撃するものである。陣地攻撃、鉄条網爆破、偵察などの用途に応じてそれぞれの分隊の装備が決定される。最後方には発電車が位置し、分電匡を介して全ての電動車に電力を分配供給した。
二重の鉄条網で防御されたトーチカを排除する場合、第一分隊は一線の鉄条網の爆破、第二分隊は二線の鉄条網の爆破、第三分隊はトーチカの爆破を担当する。このための装備として第一分隊は電動車甲2台に一号作業機を準備し、第二分隊は電動車甲2台と二号作業機を準備する。第三分隊は電動車乙2台と爆薬300kgを搭載した三号作業機を用意する。電動車のうち1台は予備車である。
これらの分隊は、それぞれ目標から200mないし500m程度離れた、周囲の射線から遮蔽された場所に布陣し、電動車を展開させる場所も十分に遮蔽物がある場所を選定する。操縦地点は前方の地形が観察できるところを選び、潜望鏡で観察しながら電動車を誘導する。電動車は十分偽装した上で敵陣へ進入させる。作業が失敗した際には予備車を投入した。電動車の運動性は良好で、また電動車輛の長所としてほとんど音を発生しない。第一分隊の電動車は鉄条網に爆破管を押しこんで退避し、第一線の鉄条網を爆破する。第二分隊の作業機は集団装薬を投下して退避し、二線鉄条網を爆破する。第三分隊の電動車はここから侵入し、トーチカへ肉薄して300kgの爆薬を投下、退避する。300kgの爆薬の爆発はトーチカを粉砕する非常な威力を持ち、半径50m以内の草木が全て吹き飛ばされた。
電気の供給減から距離が離れるほど、ケーブル内での電圧降下により、電動車の運動性能は低下した。操縦可能な距離は通常1,000mまでとされたが、平坦で理想的な地形の場合は1,500mまで可能であった。

## 開発経緯
1931年、満州事変が勃発し、以後日本軍は中華民国との戦闘で陣地攻撃や鉄条網の排除などを行った。日本軍はこれら防御構造物の排除に際して工兵または歩兵の肉弾攻撃を行ったが、被害に比して効果は少なかった。1932年の上海事変では爆弾三勇士の事例が生じ、肉弾戦法に変わる特殊兵器が必要とされた。この兵器の研究は科学研究所第一部が担当し、1932年（昭和7年）から1938年（昭和13年）にかけて開発を行った。研究開始当初、いかに爆破物を安全に目標へ運搬するかにつき、様々な方法が検討された。結果、電動モーターを搭載した小型の装軌車輛を、後方からケーブルを介して有線操縦する案が提出された。無線操縦方式も検討されたが、細かい操縦には有線誘導が有利であったため不採用となった。昭和7年に設計された車輛は、発動機として小型のガソリンエンジンを搭載した4輪車だった。動力は後輪に伝えられ、車体を駆動させた。ステアリングは前車輪の輪軸を電磁石によって操向し、操作した。
昭和9年、発動機を廃止し、電動機を2台搭載した装軌式の車輛が設計された。有線操縦を実用化するにあたっての欠点は、電動車がケーブルをひきずっていかなければならない点であった。多芯構造のケーブルは引張り強度と絶縁能力を持たなければならないが、しかし同時に、電動車が長く繰り出されるケーブルを引きずる際の荷重を減らすため、できるかぎり軽量化しなくてはならなかった。最も多い故障はケーブルと接続器に生じた。ケーブルと電動車をつなぐ接続器に衝撃が加わると、心線の離脱が生じた。ケーブル本体も張力や摩擦に耐えるほか、屈曲や衝撃に強いことが求められた。試作車は電流の流量を調整すればモーターの回転数が変わり、車輛を操向することができた。またこの試作車は、電動機のプラスとマイナスを入れ替えることで後進が可能だった。この設計の様式は基本的なものとして以後のい号の電動車に引き継がれた。以後、足まわりに用いられる懸架装置や減速装置、履帯、また操縦器、ケーブル、巻取車、継電器に順次改良が加えられた。
作業機の用途は鉄条網や特火点の爆破、煙幕の展開、架橋、火焔放射、火器搭載、防楯を搭載しての偵察、資材運搬などが考慮され、用途に沿って試作研究がすすめられた。
昭和11年に八心電纜を四心電纜へ改良する試みがおこなわれた。ケーブル内の心線を少なくすると、電線の径が小さくなり、繰り出されるケーブル重量や引きずる荷重も減り、故障の原因が排除された。この改善は操縦器、継電器、回路を改良することによって成功した。改良による電動車の操作の変更はなく、強度、重量の軽減の問題を解決した。
昭和12年には有線操縦を行うための最終案が作成された。これに基づいて昭和13年に第一次整備が始められた。また演習が宮城県王城寺原と青森県山田野で実施された。陸軍は、この装置を製作する上で必要な部品を外注する場合、別々の製造社を選び、装置の内容の機密保持に努めた。
昭和14年春、この兵器を専門に取り扱うための人員の教育が開始された。まず内地で人員を教育し、次に満州のチチハルで幹部要員が教育された。昭和14年の冬季には専修員たちがハイラル地区へ移動し、夜間の鉄条網攻撃、払暁の特火点攻撃など、実戦を想定した演習を行った。演習の結果、部隊には防御側からの機銃による被害がほとんど生まれず、有効な攻撃が確実に行えることが確認された。
兵器の整備は昭和13年から昭和14年にかけて行われた。取得は第一次から第四次まで順次配備された。昭和15年8月には満州の公主嶺で独立工兵第二七連隊が編成された。これは関東軍司令官直属であり、満州の東部国境付近に配置され、1945年4月に内地に移り終戦を迎えた。部隊が編成されたために研究は一つの区切りを迎えた。ただし、研究は陸上用から河川用のものへと移り、水際障害物を破壊するための有線誘導方式の兵器が研究され、昭和15年に完成した。

## 派生型
- いて号
曳線投擲装置を「て号」と呼んだ。これはワイヤー付きの砲弾をロケットや臼砲から射撃、電線を渡したり、登攀作業や渡河に用いるものであった。い号と同様に研究開発を終了した。内容としては、地形が有線誘導不能な入り組んだ所である場合、搭載した9cm臼砲で付着力1tの錨弾を打ち出し、支点を設ける。この支点を頼りに電気式の推進装置の付いた爆薬や破壊筒を目標へ送り込むものである。装置、部品は可能な限りい号と共通のものが使われた。独立工兵第二七連隊に配備された[13]。
- いす号
「す」は水上有線操縦兵器の頭文字を付したものである。これは小型舟艇を有線操縦するものであった。用途は水際障害物の爆破、煙幕の展開である。装置、部品はい号のものと共通するよう考慮されていた。昭和19年夏に独立工兵第二七連隊が同機材を用いて訓練実施した[13]。
- かは号
高圧電流を使用して敵を殺傷する兵器である。「か」は高圧、「は」は破壊の頭文字である。推算では高圧電気で人員を殺傷するための電力として、土地が湿っている場合には2,000から3,000ボルト、通常の天候では5,000から10,000ボルト、著しく乾燥した天候、防寒服を着用している場合には10,000ボルト以上が必要とされた。かは号は九七式中戦車を機材とし、性能としては連続運転で10,000ボルトを発揮した。独立工兵第二七連隊に4輌が配備された。このような高圧電流を取り扱うのは相当な危険が伴い、操縦する工兵は分厚いゴム製の九八式防電具を着用したが、精神的な負担は大きなものがあった。訓練には強電隊を編成した[14]。
- 超重い号装置
トーチカ粉砕用に300kgの爆薬を備え、高速で走行できる、特別に大きな有線誘導型の車輛である。本格的な整備にはいたらなかった。全長12m、全幅2m、全高1.5mで走行距離は2,000mであった。この長さは戦車壕を乗り越えることを目的としている。試作は大阪造兵廠、試験は栃木県の金丸ケ原で実施された。結果はかなり良好な成績をおさめた[15]。

## 結末
い号装置は独立工兵第二七連隊が装備したが、実戦に投入されることはなかった。二七連隊は東満州国境の厳重な陣地を破壊突破するための訓練を重ねていたが、昭和20年4月に内地防衛のため本土へ移動した。その後、部隊は関東の鹿島灘周辺に展開したが、敗戦後の8月30日に部隊を解散するよう方面軍から指示が下された。装備機材は周辺の広場、森林などに集積された上で焼却処分、あるいは爆破処分された。その後、車輛類は埋めるか、または利根川に小作業機を投棄した。戦後の米軍はこの器材に強い関心を持ち、利根川から小作業機の残骸を回収、調査した。電動車の総生産数は甲乙合わせて約300輌である。